# 85168 Albertacentenary
85168 Albertacentenary este un asteroid din centura principală de asteroizi.

## Descriere
85168 Albertacentenary este un asteroid din centura principală de asteroizi. A fost descoperit pe 2 septembrie 1989 la Observatorul Palomar de Andrew Lowe. Asteroidul prezintă o orbită caracterizată de o semiaxă mare de 3,18 ua, o excentricitate de 0,26 și o înclinație de 20,6° în raport cu ecliptica.